# Etna
Pour les articles homonymes, voir Etna (homonymie).
L'Etna (prononcé : [ˈɛtna]) est un volcan d'Italie situé en Sicile, à proximité de la ville de Catane, la deuxième ville la plus peuplée de Sicile. Culminant à 3 403 mètres d'altitude, il est le plus haut volcan actif d'Europe et l'un des plus actifs du monde avec près de 80 éruptions au cours du XXe siècle,. En raison de sa forte activité éruptive, de ses coulées de lave très fluides et de sa proximité avec des zones densément peuplées, les volcanologues ont décidé de l'inclure dans la liste des volcans de la décennie.

## Toponymie
L'Etna est également appelé Ætna, Etnea, Monte di Catania ou encore Mons Gibel Utlamat, d'où Mongibello (doublet du latin mons et de l'arabe djebel qui veulent dire « montagne »), en sicilien ’a muntagna et Mungibeddu.
Selon de multiples sources, l'Etna (en latin Aetna) pourrait devoir son nom soit au grec Aitne, de aithō (αἴθω) qui signifie « je brûle », soit au phénicien attuna signifiant « fourneau », « fournaise ».

## Géographie

### Situation
L'Etna est un volcan situé en Italie, dans l'Est de l'île et région de Sicile, dans le Nord de la province de Catane. Il est entouré par la mer Ionienne à l'est, la ville de Catane et sa plaine au sud et les monts Nébrodes à l'ouest et au nord.

### Topographie
L'Etna forme une montagne massive conique culminant à 3 369 mètres d'altitude depuis juillet 2024 et couvrant une superficie de 1 200 km2 ce qui en fait le volcan le plus haut d'Europe et la montagne la plus volumineuse d'Italie avec 350 km3. Durant le XXe siècle, son altitude a fréquemment varié d'environ cent mètres en fonction des coulées de lave et de boue. Il s'élevait à 3 274 mètres en 1900, 3 290 mètres en 1956 et 3 345 mètres en 1978. À son sommet se trouvent plusieurs cratères dont la forme et le nombre changent au gré des éruptions : la Voragine née en 1945 et la Bocca Nuova née en 1968 inclus dans le cratère Central, le cratère Nord-Est né en 1911 et le cratère Sud-Est, le dernier né. Le cratère Nord-Est, point culminant du volcan pendant une quarantaine d'années avec 3 326 mètres d'altitude, est dépassé de trente-et-un mètres lorsque l'altitude du cratère Sud-Est est mesurée en juillet 2021. En juillet 2024, l'altitude sommitale est encore rehaussée de douze mètres.
Ses pentes relativement raides sont interrompues par plusieurs bouches éruptives, notamment sur ses flancs sud et ouest, ainsi que par plusieurs caldeiras dont la plus grande est la vallée du Bœuf de cinq kilomètres de largeur pour dix kilomètres de longueur orientée vers l'est.

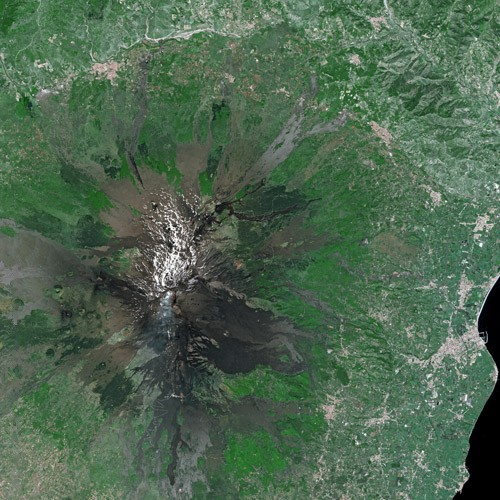
L'Etna vu par le satellite Spot.
Animation représentant l'Etna en trois dimensions.
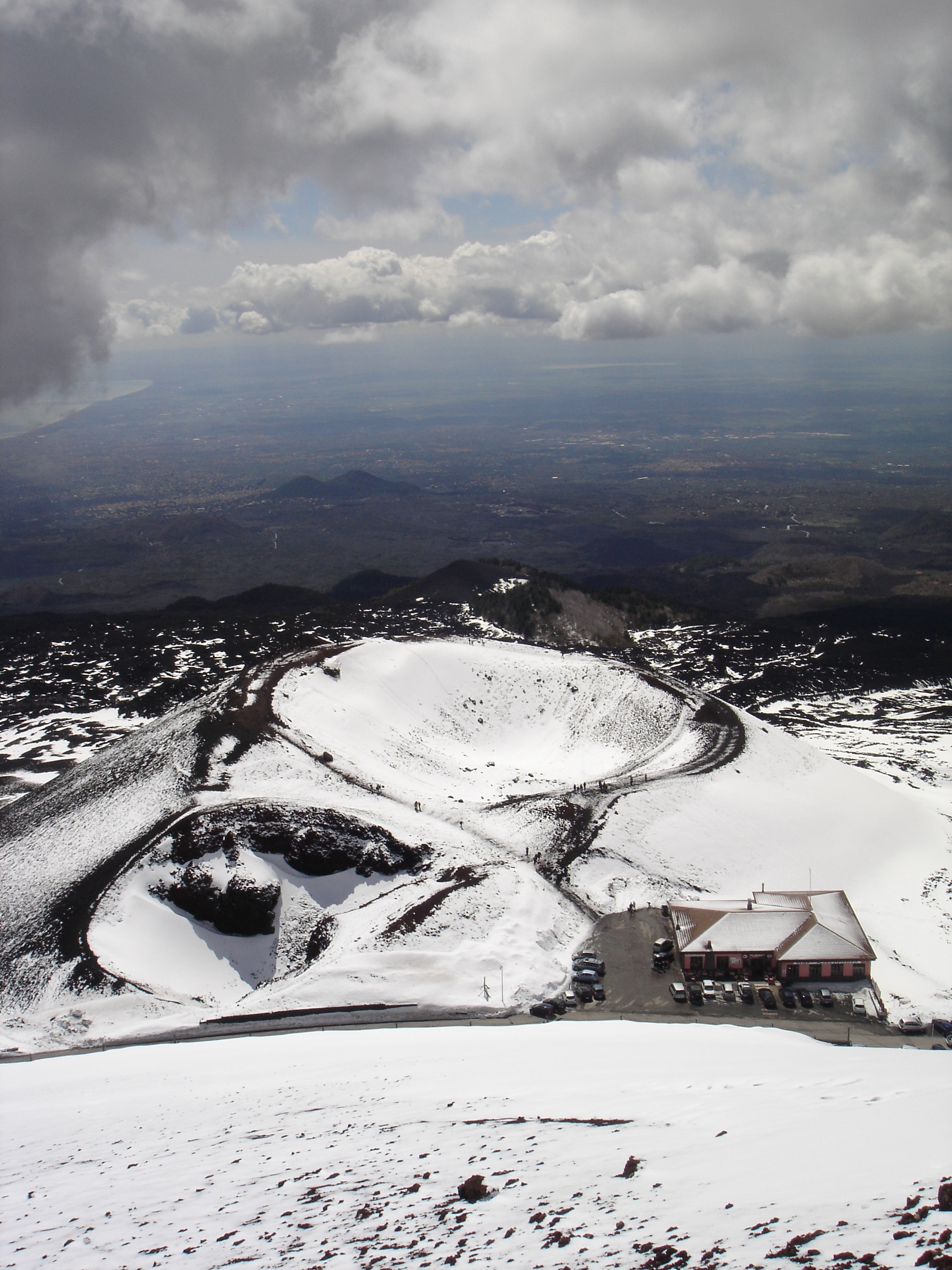
Le cratère Silvestri depuis le refuge de Sapienza.

### Climat

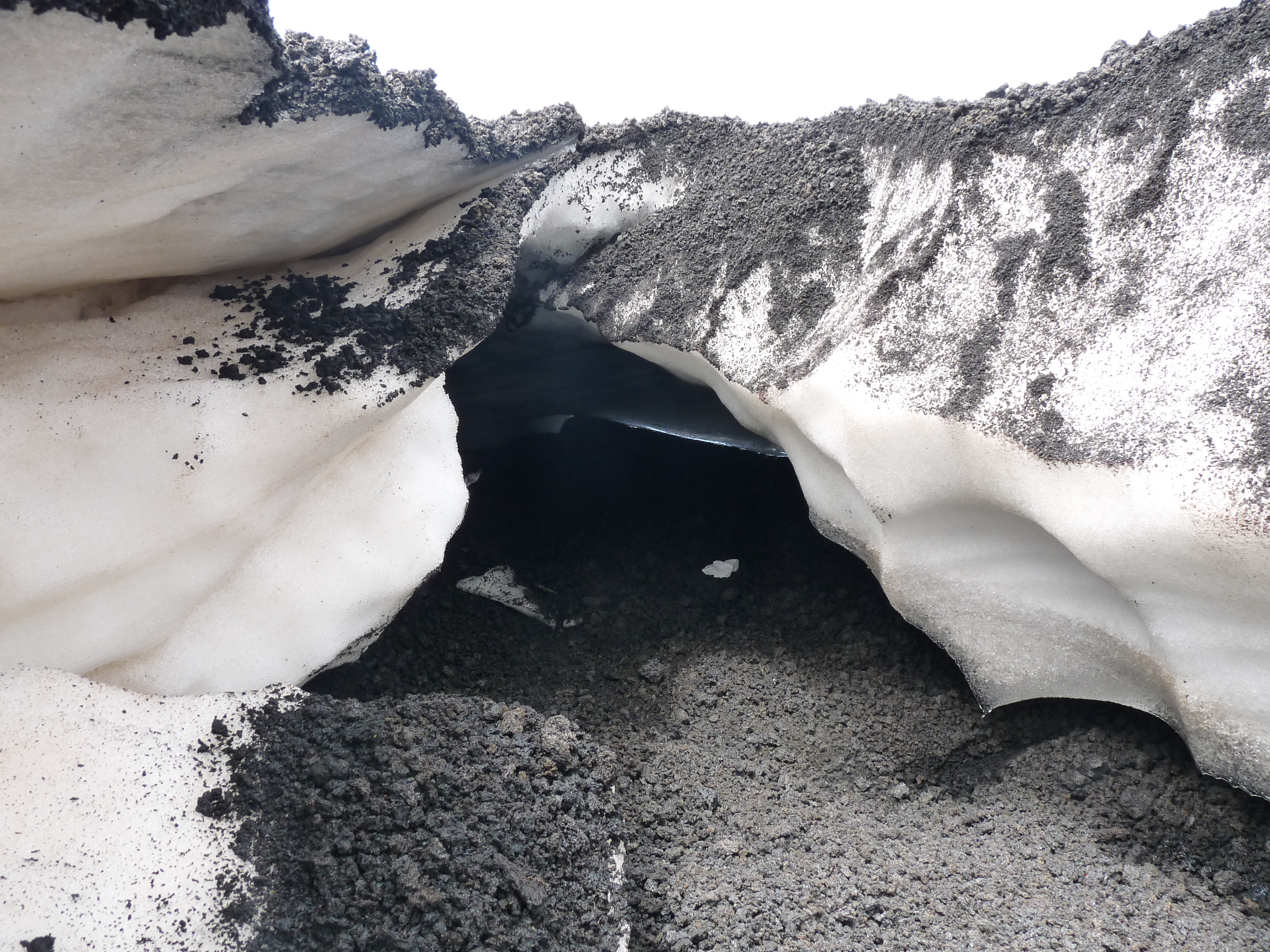
Névé recouvert de cendres volcaniques.

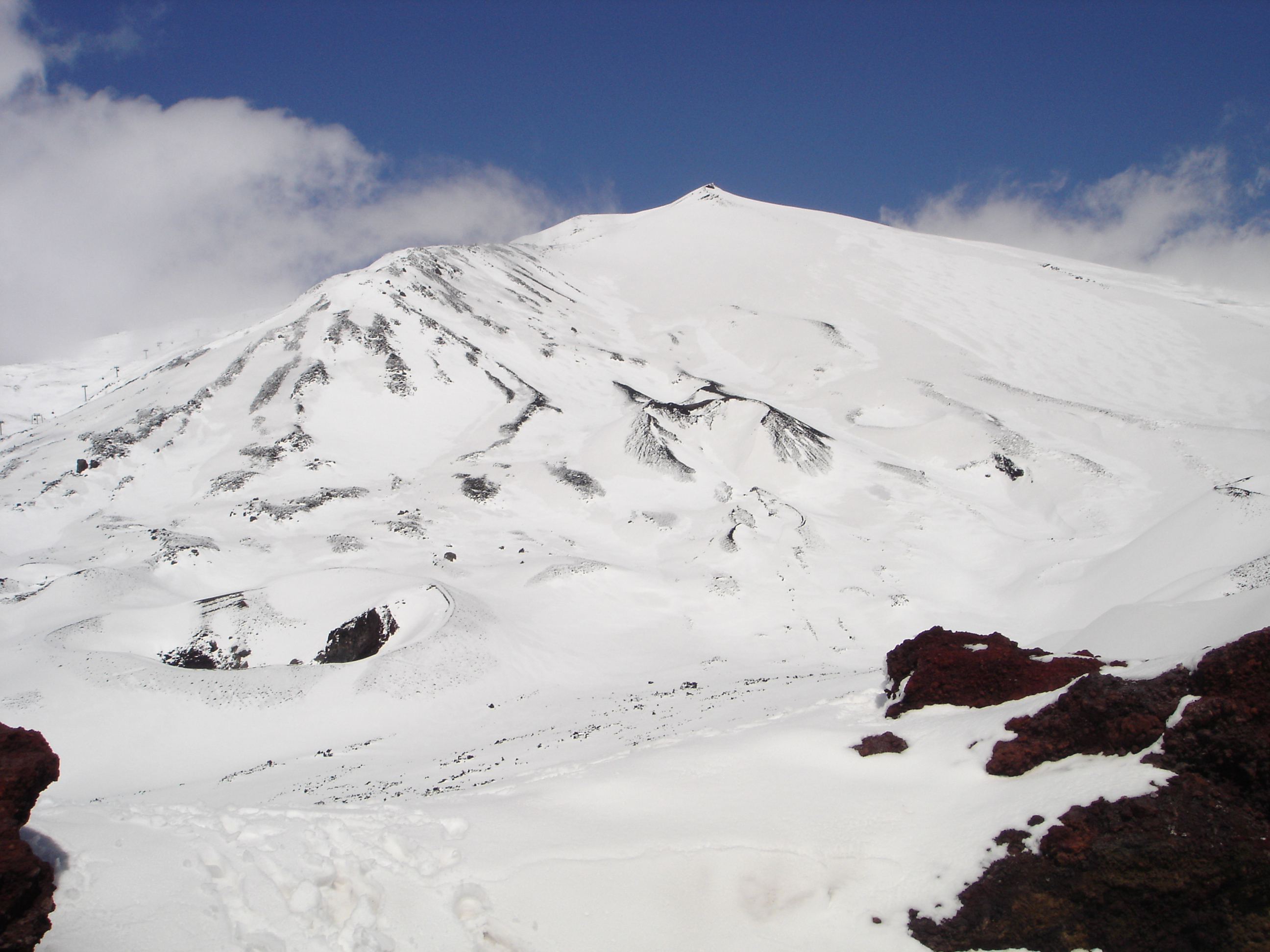
Etna au départ du refuge de Sapienza ; la neige peut atteindre plusieurs mètres d'épaisseur.

L'altitude élevée de l'Etna est à l'origine d'un microclimat relativement humide qui contraste avec le climat méditerranéen qui règne à ses pieds, ce qui permet une agriculture fertile, enrichie par les sols volcaniques, ainsi que la présence de deux stations de ski qui fonctionnent (l'une d'elles a été en très grande partie détruite par l'éruption de 2003) grâce aux précipitations neigeuses de l'hiver, etc.
Jusqu'à 1 000 mètres d'altitude, le climat est chaud et tempéré, les précipitations sont faibles et les températures minimales restent supérieures à 4 °C, alors que les températures maximales peuvent dépasser 40 °C dans les zones les plus basses. Au-delà de 1 000 mètres, le climat devient froid et tempéré et les pluies sont plus abondantes. En hiver au sommet, les températures pouvant descendre jusqu'à −5 °C sont propices aux chutes de neige qui couvrent chaque année le sommet du volcan de novembre à mars environ. La présence du vent violent quasi-permanent au sommet peut donner des températures avec un ressenti de −10 °C en hiver.
La combinaison de la haute altitude de la montagne, du climat relativement humide qui y règne et des chutes de cendres volcaniques au cours d'éruptions fréquentes permet le maintien de névés protégés du soleil par les couches de cendres au-dessous de la limite inférieure des neiges persistantes.

### Végétation

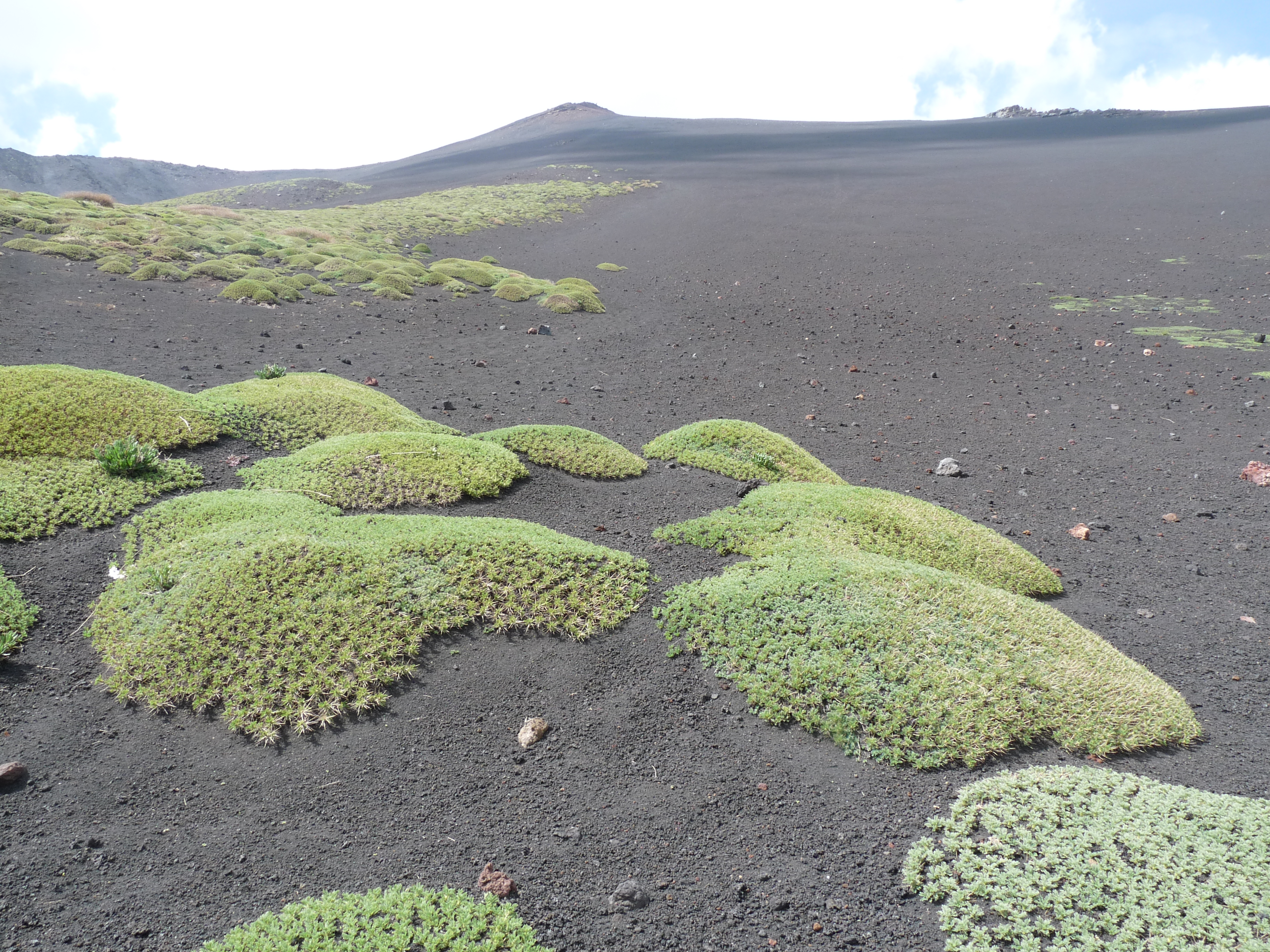
Coussinets dAstragalus siculus, espèce endémique de l'Etna.

La fertilité des pentes de l'Etna donne dès l'Antiquité des vignes productives et du bétail gras, selon le témoignage de Strabon.
Les pentes du volcan sont désormais couvertes de vergers de citronniers et d'orangers, qui laissent leur place à une forêt et des genêts à partir de 800 mètres et jusqu'à 1 500 mètres, altitude à partir de laquelle la végétation se fait plus rare jusqu'à devenir totalement absente[réf. nécessaire].
Dix espèces botaniques ont été reconnues endémiques de l'Etna : Celtis aetnensis, Betula aetnensis, Galium aetnicum, Anthemis aetnensis, Sclerantus aetnensis, Genista aetnensis, Senecio aetnensis, Astragalus siculus, Tanacetum siculum et Viola aetnensis.

### Géologie

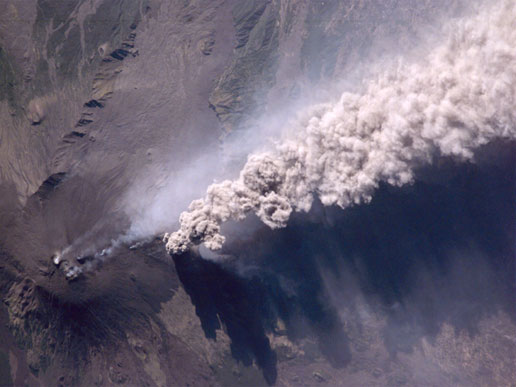
Photo satellite d'un panache volcanique de l'Etna au cours de l'une de ses éruptions.

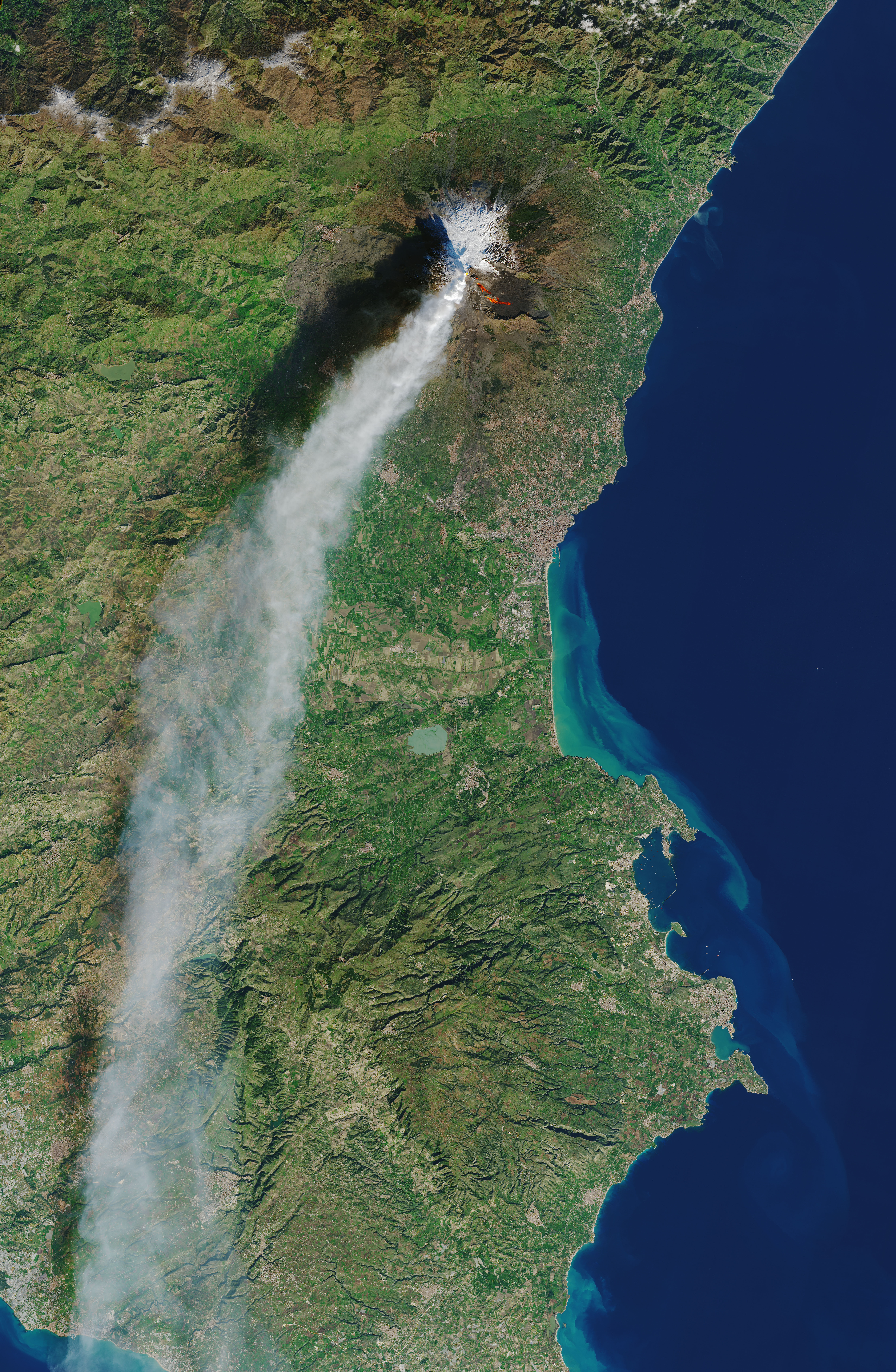
Une éruption sur le flanc de l'Etna le 24 décembre 2018, la première de ce type depuis une dizaine d'années. Les coulées de lave sont bien visibles, près d'une nouvelle fissure sur le sud-est du volcan. L'éruption a été accompagnée de 130 tremblements de terre et a recouvert de cendres quelques villages à proximité. Cette image a été réalisée avec le capteur infrarouge Tirs du satellite Landsat 8.

L'Etna alterne les éruptions effusives (ce qui le classe parmi les volcans rouges émettant des laves très fluides, qui donnent, en refroidissant, des trachybasaltes) et les manifestations explosives. Ses éruptions sont donc de type strombolien. Ce volcan possède une structure interne complexe induite par ses différentes phases de formation. Les éruptions effusives qui se déroulent généralement à partir de fissures éruptives ouvertes sur les flancs de la montagne sont toutefois moins fréquentes que les manifestations explosives (de type strombolien) qui se déroulent dans les quatre cratères sommitaux de l'Etna (Nord-Est, Bocca Nuova et Voragine qui ont fusionné, cône Sud-Est, et nouveau cône Sud-Est depuis 2011),,. La majorité des produits éruptifs de l'Etna sont émis sous forme de coulées de lave qui atteignent parfois la mer Méditerranée dans une zone très localisée située au sud-est du volcan. Ce fut notamment le cas des coulées historiques de 1329, de 1381 et surtout de celle de 1669 qui détruisit une partie de la ville de Catane.
Avec près de 80 éruptions au cours du XXe siècle, l'Etna est l'un des volcans les plus actifs au monde,.
L'Etna se déforme au cours des éruptions. Entre deux éruptions de flanc majeures, il se dilate horizontalement, sous l'effet de son poids et en réponse à l'inflation de la chambre magmatique.
Comme d'autres volcans construits sur un substrat en pente, l'Etna glisse aussi sur cette pente, ce qui engendre des déplacements qui s'ajoutent aux déformations de l'édifice. La mesure (par GPS différentiel) des déplacements entre 2001 et 2012 a permis de quantifier quatre épisodes de glissement vers l'est-sud-est, au rythme moyen de 14 mm/an.

## Histoire

### Formation

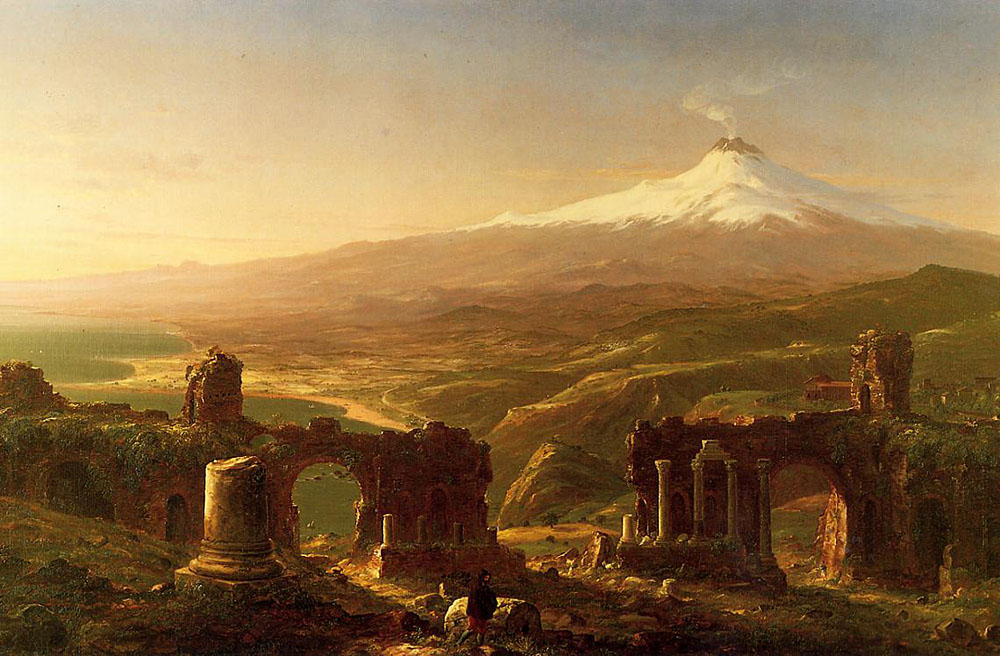
Mount Etna from Taormina, Thomas Cole, 1843.

L'origine du magmatisme alimentant l'Etna, les îles Éoliennes (au nord de la Sicile) ou les Cyclades (en Grèce) est encore discutée et pourrait être la présence d'un point chaud ou bien la subduction de la plaque africaine sous la plaque eurasienne.
L'Etna actuel, appelé Mongibello pour le distinguer des autres phases de formation, est le résultat d'une construction qui s'est déroulée en quatre phases étalées sur 500 000 ans :
- la période « pré-etnaenne », à l'activité essentiellement sous-marine, débute il y a environ 400 000 ans environ au sud-est de l'Etna actuel et a donné naissance aux récifs d'Acicastello composés de lave en coussins[18] ;
- la phase « Etna ancien », débutée il y a environ 168 000 ans, produit des éruptions localisées comme à Paternò (sud-sud-ouest) et est peut-être à l'origine du premier édifice à l'emplacement de l'Etna[18] ;
- la phase « Trifoglietto II », débutée il y a 80 000 ans, est caractérisée par l'édification de plusieurs stratovolcans construits par empilement successif[18] ;
- la phase « Mongibello », commencée il y a 35 000 ans et qui n'est pas encore terminée, a vu se construire le sommet actuel en trois étapes, Mongibello ancien, récent et moderne, définies par des effondrements majeurs[18].

La vallée du Bœuf, la caldeira de cinq kilomètres de largeur pour dix kilomètres de longueur orientée vers l'est, s'est formée à la suite de l'effondrement d'une autre caldeira durant la phase « Trifoglietto II » mais sa forme définitive serait due à un effondrement datant d'environ 3 500 ans.
La croissance du sommet actuel de l'Etna a été interrompue il y a environ 2 000 ans par l'effondrement de la caldeira Piano à l'occasion d'un rare épisode explosif plinien en 122 av. J.-C.,. Cette caldeira de deux kilomètres et demi de diamètre est encore visible et son rebord culmine à 2 900 mètres d'altitude[réf. nécessaire].
En 2012, le sommet de l'Etna est occupé par cinq cratères sommitaux : le cratère Nord-Est apparu en 1911, la Voragine en 1947, la Bocca Nuova en 1968, le cratère Sud-Est en 1971 et le nouveau cratère Sud-Est apparu en 2007 au pied est de l'ancien, et régulièrement en activité depuis lors.

### Histoire récente

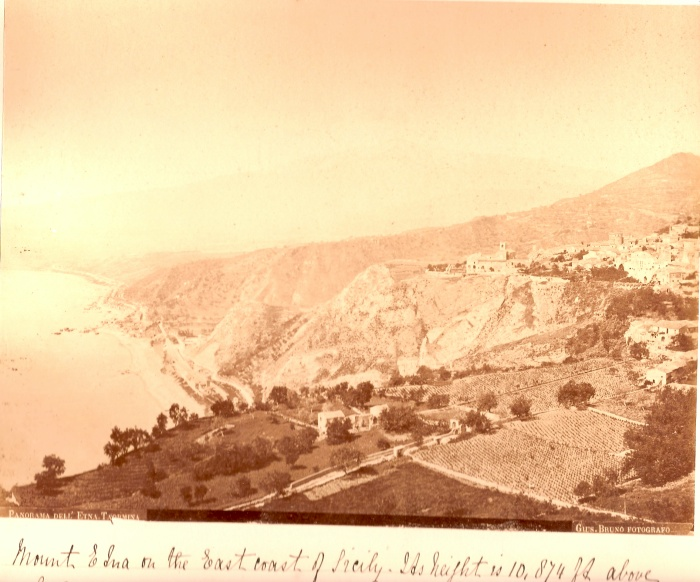
Vue depuis Taormine
par Giuseppe Bruno, ca. 1865.

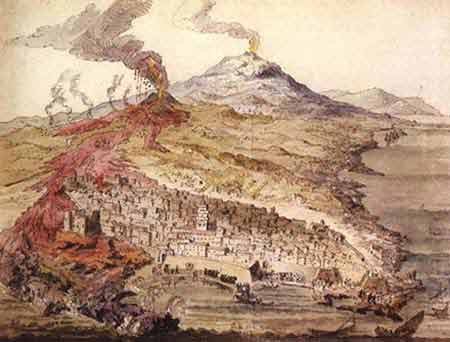
Dessin de l'éruption de 1669 de l'Etna. Une coulée de lave s'échappant d'une bouche latérale est en train de détruire des habitations de Catane. Un panache volcanique s'échappe du sommet du volcan.

La première ascension répertoriée du volcan a été faite par le philosophe grec Empédocle entre 490 et 430 av. J.-C. ; il s'y serait jeté pour se suicider et on retrouva ses sandales de bronze au bord du cratère. À cette époque, on jetait des objets en or et en argent en guise d'offrandes au dieu Vulcain : si le volcan les recrachait, cela signifiait qu'il les refusait et le donateur était alors précipité dans la lave[réf. nécessaire]. Le géographe grec Strabon (mort vers 23) est un des premiers à décrire sérieusement l'aspect de l'Etna. Dans son ouvrage intitulé Géographie, il montre l'étagement de la végétation et des activités sur les pentes du volcan. Il indique que le sommet change fréquemment de forme et décrit la partie supérieure comme ayant une forme circulaire de vingt stades de circonférence (soit environ 3,6 kilomètres).
L'empereur Hadrien monte au sommet de l'Etna en 125.
Sainte Agathe, patronne de la ville de Catane située au pied de l'Etna, fut martyrisée par les autorités de l'Empire romain en 251. Sa mort fut accompagnée d'un tremblement de terre qui ébranla toute la ville. Un an après ces événements, l'Etna entra en éruption, déversant un flot de lave en direction de Catane. Les habitants s'emparèrent du voile qui recouvrait la sépulture de sainte Agathe et le placèrent devant la lave qui s'arrêta aussitôt, épargnant ainsi la ville,. Depuis, sainte Agathe est invoquée par les Catanais pour se protéger des tremblements de terre, des éruptions volcaniques ou des incendies provoqués par l'Etna.
Avec plusieurs dizaines d'éruptions par siècle, la présence d'habitations et d'infrastructures agricoles, économiques et de transport aux pieds et sur les flancs même du volcan induit un enjeu humain élevé pour l'Etna, ce qui a décidé les volcanologues à l'inclure dans la liste des volcans de la Décennie. Ainsi, plusieurs éruptions de l'Etna ont provoqué des dégâts sur les installations humaines en détruisant parfois totalement des villages, ont menacé la vie de 3 000 000 personnes[réf. nécessaire] et ont été à l'origine de presque cent morts qui se trouvaient pour la plupart trop près du lieu d'éruption, ce qui ne leur permettait pas de s'échapper à temps. Ce fut le cas des éruptions de 141 av. J.-C., 1329, 1536, 1669, 1689, 1832, 1843, 1928, 1929, 1979, 1984, 1985 et 1987.

## Dans la culture

### Mythologie
Les Sicules vénéraient Adranos, dieu de la Guerre et des Enfers, en particulier sur les pentes de l'Etna, à Adranon.
Adaptant les cultes sicules, les Grecs situent certains mythes sur l'Etna. L'origine mythologique de l'Etna est liée à la gigantomachie : le géant Encelade, puni par la déesse Athéna pour avoir déserté le champ de bataille contre les Titans, se retrouve écrasé sous l'île de Sicile où il reste emprisonné. Les coulées de lave du volcan correspondent à son haleine de feu et il provoque des séismes d'origine volcanique lorsqu'il se retourne. Dans une autre version, il s'agit du titan Typhon : selon le poète grec Pindare qui désigne l'Etna comme la « colonne du ciel », Zeus a combattu puis enfermé le monstre Typhon, père de Cerbère et de la Chimère, sous l'Etna dont il cause les éruptions. Gardé par Héphaïstos, il porte des ailes d'aigle et a cent têtes de dragon dont les yeux lancent des flammes.
La nymphe Ætna (en), fille d'Ouranos et de Gaïa, aurait donné son nom au volcan et naissance, de son union avec Héphaïstos, aux Paliques. La mythologie grecque situe, par ailleurs, les forges du dieu Héphaïstos sous l'Etna (elles étaient localisées auparavant à Lemnos mais aussi en Campanie et dans les îles Éoliennes) où il fabrique les armes des dieux de l'Olympe tels que le trident de Poséidon ou le foudre de Zeus avec l'aide des cyclopes forgerons, les bruits sourds s'échappant du volcan correspondant au martèlement des outils sur les enclumes.
La version latine de la légende de l'Etna relatait que ce volcan était le lieu de séjour de Vulcain et de ses aides. En son sein, Vulcain et ses aides y forgeaient les armures des hommes, admis au rang de héros, et des dieux.
Selon la croyance commune, le feu et la fumée qui s'échappaient du cratère provenaient de l'haleine enflammée des géants.
Selon Simonide, Héphaïstos aurait disputé à Déméter la possession de la Sicile.
Les Romains pensaient, quant à eux, que Vulcain, l'équivalent d'Héphaïstos dans le panthéon romain, se trouvait dans l'île de Vulcano, dans l'archipel des îles Éoliennes, au nord de la Sicile. Énée retrouve au pied de l'Etna l'ancien compagnon d'Ulysse, Achéménide.
Dans l'Antiquité, Amphinomos et Anapias, surnommés les « frères pieux », auraient été les seuls survivants, avec leurs parents, d'une éruption de l'Etna qui aurait envahi la ville de Catane avec de la lave. Les frères de Catane, portant leurs parents sur leurs épaules, auraient traversé le flux incandescent qui s'ouvrait sur leur passage, par la grâce divine, leur permettant de quitter la ville. Le reste des citoyens, trop occupés à protéger et à sécuriser leurs biens, sont restés bloqués à l'intérieur de la ville, n'en ressortant jamais vivants[réf. souhaitée].
Le poète médiéval Wolfram von Eschenbach dans son œuvre Parzival nomme l'Etna « la montagne de la fée Morgane ». L'Etna, selon Gervais de Tilbury, est l'un des endroits où le roi Arthur se reposerait.
L'Etna joue clairement un rôle aussi dans certains sites de la Sicile utilisés par les anciens pour leurs fonctions astronomiques pour établir les calendriers, les solstices les équinoxes, etc. comme celui de l'Argimusco à Montalbano Elicona et Pizzo Vent à Fondachelli-Fantina.
L'Etna demeure à l'époque chrétienne identifié aux forces maléfiques et à l'enfer, comme dans les écrits de Philip Cluwer ou de Giovanni Andrea Massa, ce que conteste Carrera tout en attestant une apparition démoniaque annonciatrice de l'éruption de 1636.

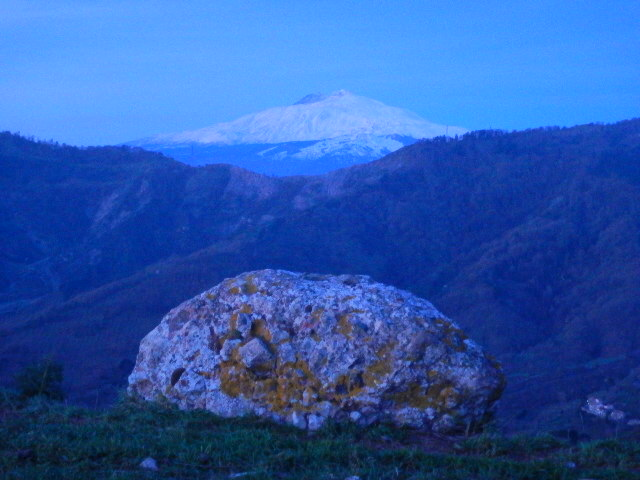
Vue de l'Etna depuis le site astronomique de Pizzo Vento à Fondachelli-Fantina.
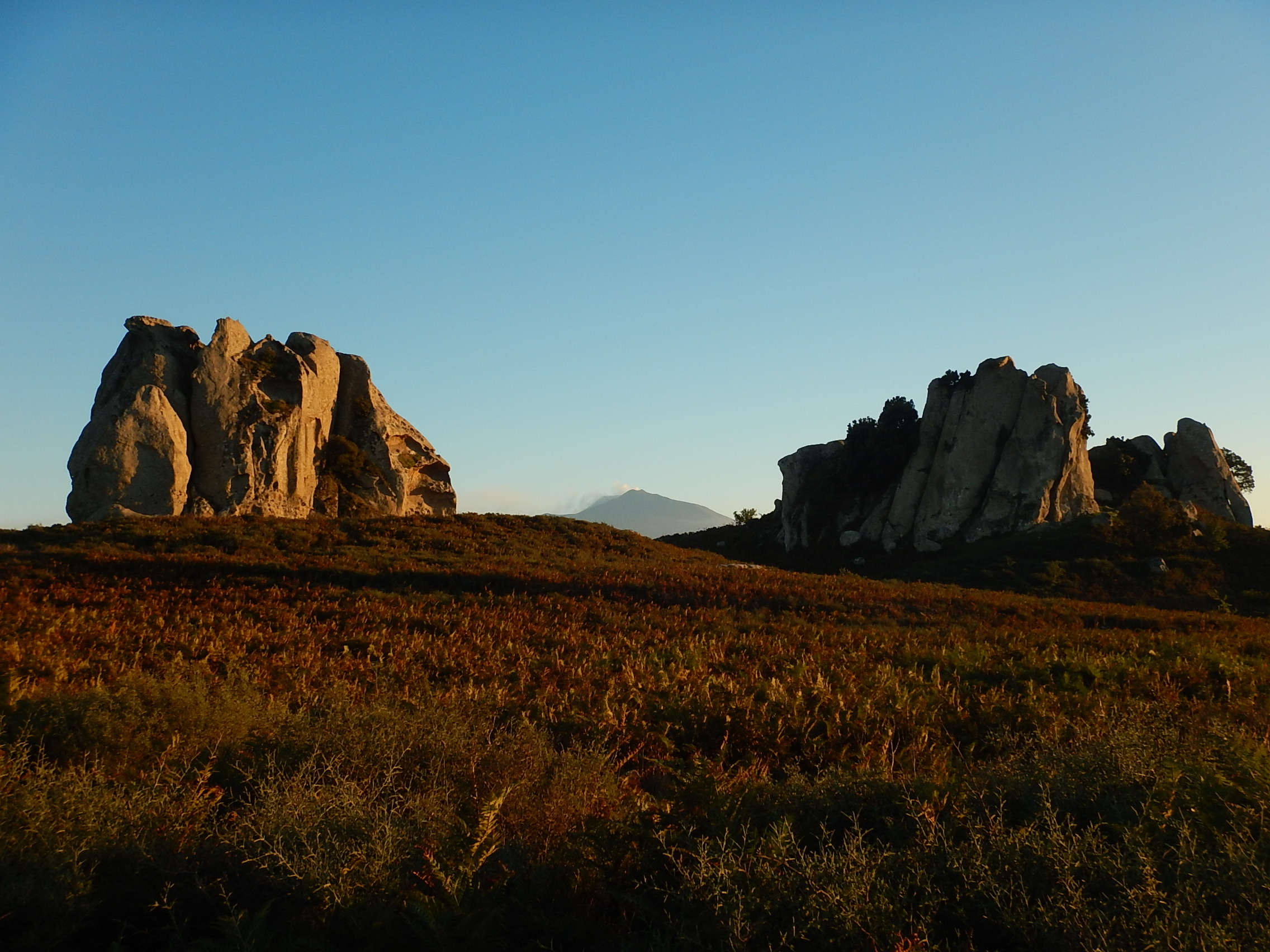
Vue de l'Etna depuis le site astronomique de l'Argimusco à Montalbano Elicona.

### Récits de voyages
- Alexandre Dumas père raconte son ascension de l'Etna en 1835 dans Le Speronare, récit de voyage publié en 1842.
- Guy de Maupassant raconte son ascension de l'Etna en 1885 dans En Sicile, chronique publiée en 1886 et intégrée en 1890 dans La Vie errante.
- Georges Bataille, qui a fait l'ascension de l'Etna en 1937, reprend des pages de son journal rédigé à ce moment dans Le Coupable, ouvrage publié de façon posthume en 1961.

### Poésie
- Attribué parfois à Virgile[13], L'Aetna est un poème descriptif et scientifique de 644 hexamètres[27].
- Michel Mauduit publie une ode intitulée La Neige du Mont-Etna incorruptible au milieu des flammes dans Mélanges de diverses poésies, 1681.
- Tristan Corbière est l'auteur de À l'Etna, poème ironique publié dans Les Amours jaunes, 1873.

## Sports
L'Etna a été à l'arrivée de plusieurs étapes du Tour d'Italie cycliste.
L'Etna possède deux stations de ski : Etna Nord-Linguaglossa et Etna Sud-Nicolosi.

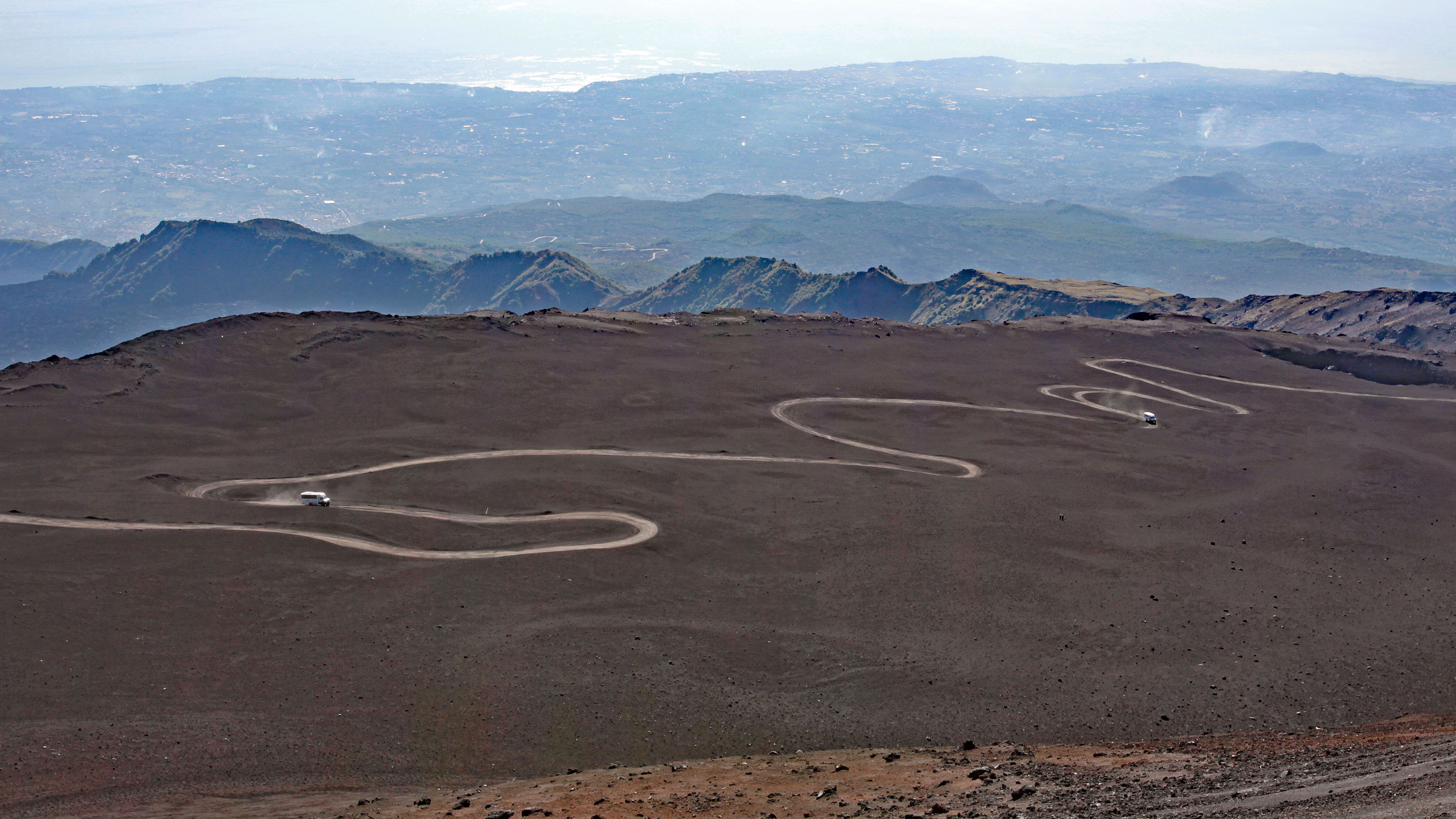
Route d'accès.
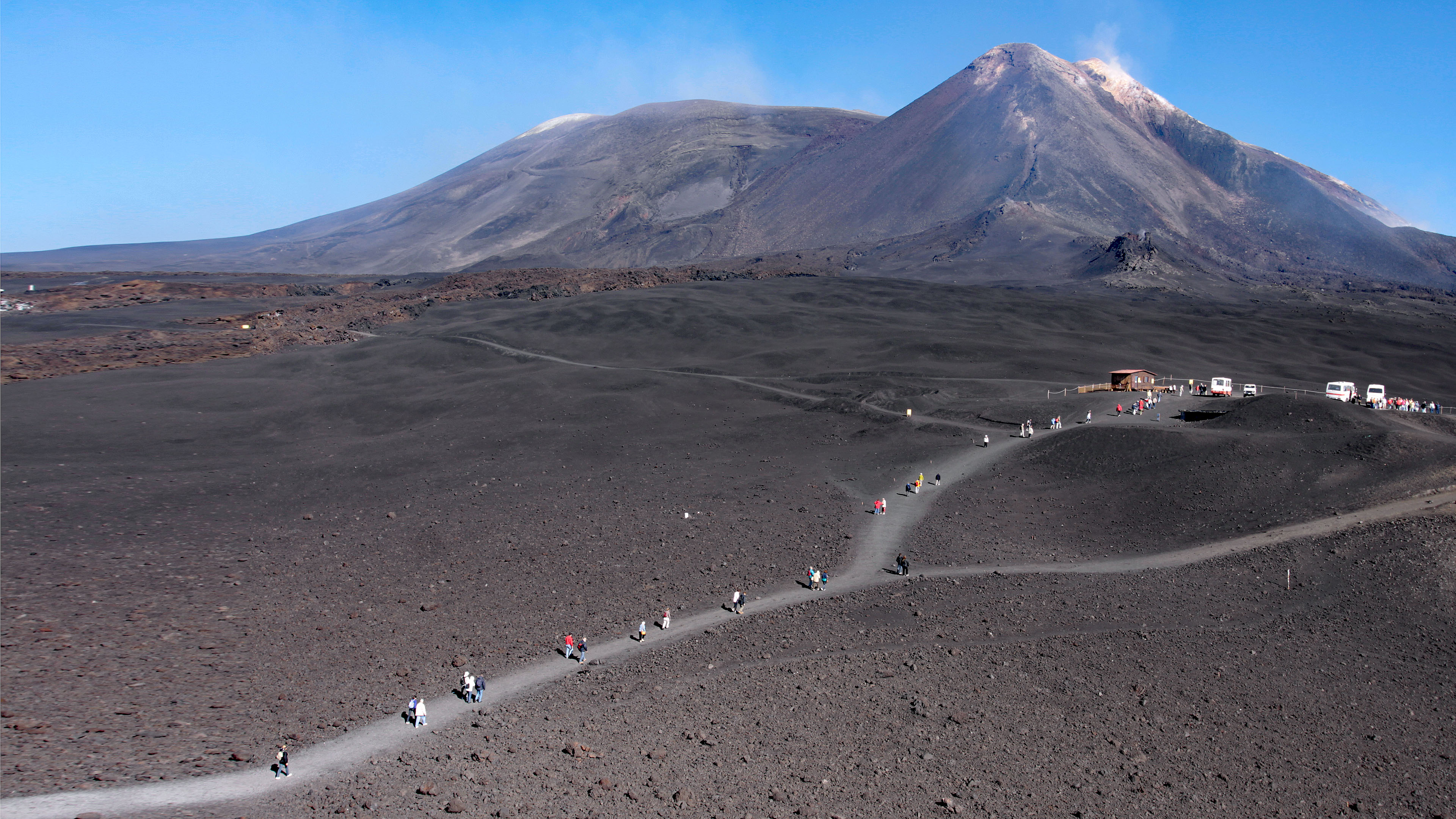
Touristes sur les pentes inférieures de l'Etna.
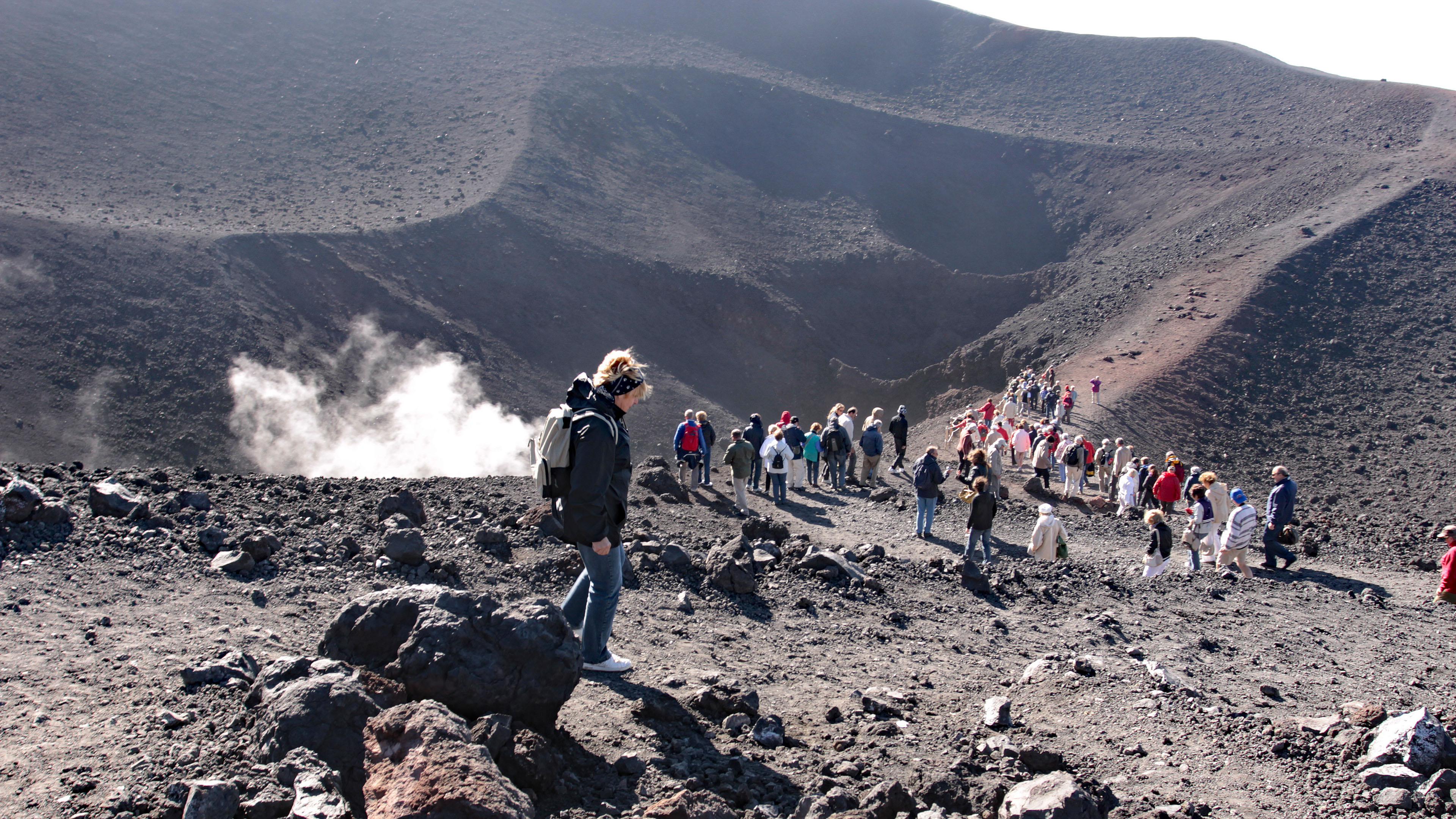
Touristes près de fumerolles.
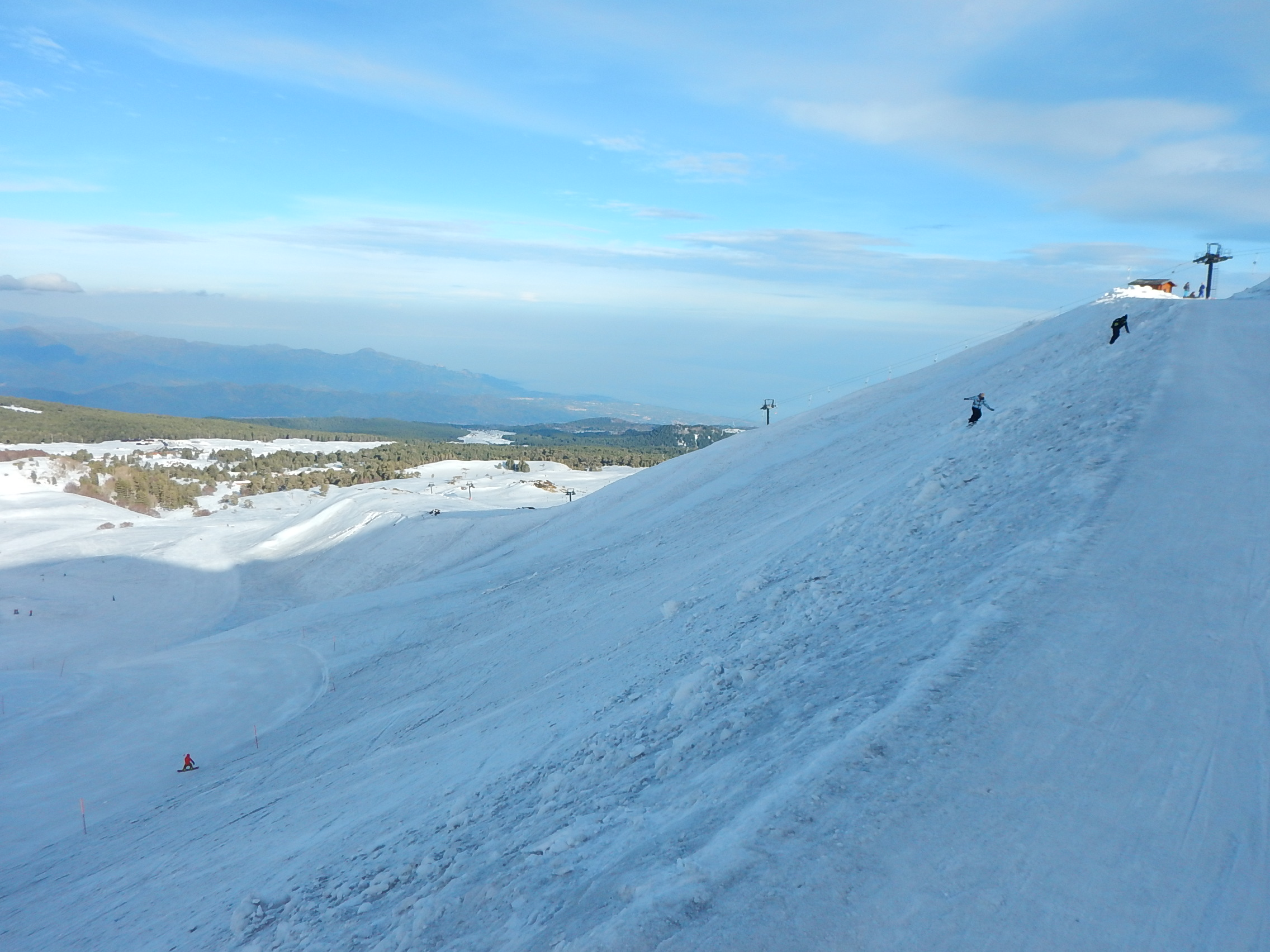
Ski à Etna Nord sur l'Anfiteatro.

#### Ouvrages anciens
- Élisée Reclus, « Le Mont Etna et l'éruption de 1865 », dans la Revue des deux Mondes, 1er juillet 1865, p. 110-138, texte intégral sur Gallica.
- Élisée Reclus, « La Sicile et l'éruption de l'Etna en 1865, récit de voyage », dans Le Tour du Monde, Paris, Hachette, 7e année, no 338, 1866, p. 353-416, texte intégral sur Gallica.
- (de) Wolfgang Sartorius von Waltershausen, Der Aetna, nach den Manuscripten des verstorbenen Dr. Wolfgang Sartorius, Freiherrn von Waltershausen ; hrsg., selbstständig bearb. und vollendet von Dr. Arnold von Lasaulx (édité et complété par Anold von Lasaulx), W. Engelmann, Leipzig, 1880, 2 vol. 371 + 548 p.
- (fr + la) Pietro Bembo, De l'Etna, Université Blaise Pascal-UFR Lettres, Clermont-Ferrand, 2002 (1re éd. 1495), 169 p.  (ISBN 2-84516-184-0) (texte en latin + traduction, introduction et notes de Marie Viallon)
- (it + la) Antonio Filoteo degli Omodei, Aetnae topographia (traduction de Carmelo Curti, introduction et commentaires de Benedetto Clausi), D. Sanfilippo, Catane, 1992, 210 p.  (ISBN 88-85127-12-6) (contient le fac-similé de l'édition en latin)
- (it) Lazzaro Spallanzani, Viaggio al monte Etna, édité par Nunzio Famoso, C.U.E.C.M., Catane, 2002, 131 p.  (ISBN 88-86673-32-9) (contient le texte des chapitres 7 à 9 de Viaggi alle due Sicilie e in alcune parti dell'Appennino, t. 1. Società tipografica de' classici italiani, Milan, 1825)
- (it) Carlo Gemmellaro, La vulcanologia dell'Etna, rist. anastatica a c. di Salvatore Cucuzza Silvestri, Giuseppe Maimone Editore, Catane, 1989
- (it) Giuseppe Recupero, Storia naturale e generale dell'Etna (2 vol.), Stamperia della Regia Università degli Studi, Catane, 1815. Editrice DAFNI, Catania, 1983.

#### Ouvrages contemporains
- (en) Alessandro Bonaccorso (dir.), Mt. Etna : volcano laboratory, American Geophysical Union, Washington, DC, 2004, 369 p. + CD-Rom  (ISBN 0-87590-408-4)
- (fr) Dominique Bertrand (dir.), Mythologies de l'Etna, Presses universitaires Blaise Pascal, Maison de la Recherche, Clermont-Ferrand, 2004, 175 p.  (ISBN 2-84516-203-0)
- (fr) Guy Kieffer, Évolution structurale et dynamique d'un grand volcan polygénique : stades d'évolution et activité actuelle de l'Etna (Sicile), Université de Clermont-Ferrand, 1985, 497 p. + pl. (thèse de doctorat).
- (fr) Jean-Claude Tanguy, L'Etna : étude pétrologique et paléomagnétique. Implications volcanologiques, Université Pierre et Marie Curie, Paris 6, 1980, 618 p. + pl. (thèse de doctorat)
- (fr) Haroun Tazieff (et al.), Sur l'Etna, Flammarion, Paris, 1991, 190 p.  (ISBN 2-0820-0470-8)
- (fr) Lydie Touret (dir.), Etna, des abîmes à l'espace, École nationale supérieure des mines, et Observatoire de l'espace, Sciences & Co, Paris, 2006, 103 p.  (ISBN 2-9514519-6-2)
- (it) Emilia Poli, La vegetazione altomontana dell'Etna : con carta della vegetazione a scala 1:25,000, Giansasso Editore, Milan, 1965, 253 p. (numéro 5 de Flora et vegetatio italica, Memoria)
- (it) AA. VV[Quoi ?], Etna, mito d'Europa, Giuseppe Maimone editore, Catane, 2000
- (it) AA. VV[Quoi ?], Etna, il vulcano e l'uomo, Giuseppe Maimone editore, Catane, 1994
- (it) S. Arcidiacono, Guida naturalistica alla provincia di Catania, Giuseppe Maimone editore, Catane, 2002
- (it) S. Gesù, L'Etna nel cinema. Un vulcano di celluloide, Giuseppe Maimone Editore, Catane, 2005
- (fr) J.C. Tanguy, G. Patanè, L'Etna et le monde des volcans, Diderot Éditeur, Paris, 1996
- (it) G. Patanè, S. La Delfa, J. Tanguy, L'Etna e il mondo dei vulcani, Giuseppe Maimone editore, Catane, 2004
- (en) Andrea Bevilacqua, Raffaele Azzaro, Stefano Branca, Salvatore D'Amico, Franco Flandoli et Augusto Neri, « Quantifying the Statistical Relationships Between Flank Eruptions and Major Earthquakes at Mt. Etna Volcano (Italy) », Journal of Geophysical Research : Solid Earth, Agu Publications, vol. 127,‎ 2022 (lire en ligne).

### Filmographie
- (it) L'eruzione dell'Etna, Istituto Luce, Italie, 1928.
- (it) L'Etna è bianco, court métrage documentaire d'Ugo Saitta, Italie, 1947, 10 min.
- (it) La tragedia dell'Etna (ou Etna Erupts), film documentaire de Domenico Paolella, Italie, 1951, 65 min (Grand prix du Meilleur film scientifique au Festival de Cannes en 1951).
- (it) Gente dell'Etna, court métrage documentaire de Corrado Sofia, Italie, 1958, 10 min.
- (it) Porcherie (ou Porcile), film de fiction italo-français de Pier Paolo Pasolini, 1969, 98 min.
- (it) Fermata Etna (ou Last Stop : Etna), téléfilm de Klaus-Michael Grüber, Italie, 1981.
- (it) Le Choix des seigneurs (ou I Paladini, storie di armi e di amori), film de Giacomo Battiato, Italie, 1983, 100 min.
- (fr) Noir péché (ou Schwarze Sünde), film d'auteur de Jean-Marie Straub et Danièle Huillet, Allemagne, 1988, 42 min (d'après La Mort d'Empédocle de Friedrich Hölderlin, 1799).
- (fr) Les volcans Etna et Niragongo, film documentaire de Haroun Tazieff, 1999, 90 min.
- (fr) L'Etna sous haute surveillance, film documentaire de Co Hoedeman, 52 min.
- (fr) Etna, éruptions 2001-2002. Diversité des manifestations volcaniques et paroxysmes éruptifs, film documentaire de François Michel, Daniel Brazillier et Claude Poupard, Films de l'Arche, 17 min.
- (fr) Etna : diagnostic d'une éruption, film documentaire de Roberto Clochiatti, Bernard Deflandre et Catherine Parisot, Scories, 2003, 25 min.
- (fr) A Journey To Etna, film documentaire d'Alessandro Viani et Nicolas Hamelin, 2003, 58 min.